# Дональд, Эми
Эми Дональд (англ. Amie Donald; род. 28 января 2010, Новая Зеландия) — новозеландская юная актриса и танцовщица. 

## Биография
Родилась 29 января 2010 года в Веллингтоне (Новая Зеландия).
Эми представляла Новую Зеландию на Кубке мира 2019 года по танцам, где она стала первой участницей из своей страны, завоевавшей серебряную и бронзовую медали. Она начала актёрскую карьеру с роли обезьянки Майи в телесериале Netflix «Сладкоежка» в 2021 году. 
Эми Дональд также известна по роли главной героини в фильме ужасов 2022 года «М3ГАН». Трейлер к «M3GAN» стал вирусным из-за значительного освещения танцевальных движений Дональд и её физической формы в качестве куклы-убийцы, роль которой она сыграла в фильме.
Среди других её работ сериал «Sweet Tooth: мальчик с оленьими рогами» (2021–2024) и фильм «М3ГАН 2.0» (2025).